# Криворізький залізорудний комбінат
АТ «Криворізький залізорудний комбінат» — правонаступник ВО «Кривбасруда» — є найбільшим підприємством Кривбасу та України з видобутку залізної руди підземним способом.

## Історія
У липні 1998 року ВО «Кривбасруда» було перейменовано в ДП «Криворізький державний залізорудний комбінат». До складу «КЗРК» входили шахти ім. Леніна, «Гвардійська», шахтоуправління «Жовтневе» та «Родіна», які добували товарну залізну руду, і шахта ім. Орджонікідзе — яка видобувала магнетитові кварцити. Виробництво товарної залізної руди за 1998 рік склало 4244,6 тис. тонн. Шахта ім. Орджонікідзе була передана Центральному ГЗК. Шахта «Більшовик», що входила раніше до шахтоуправління «Жовтневе» спочатку була виведена з нього, а в 2002 об'єднана з шахтою «Жовтневою». Копер шахти «Більшовик» було зрізано на металобрухт.
Рудні поклади, що освоюються шахтами, є складовою частиною Криворізького залізорудного басейну. Продукція Криворізького залізорудного комбінату відвантажується в країни Європи: Словаччину, Польщу, Чехію, Сербію, Румунію, а також до Росії та Китаю. З 2007 року на комбінаті триває технічне переоснащення — до 2015 року планується імпортною технікою оснастити 80 відсотків виробничого процесу.
Шахта «Родіна» була відкрита в 1971 році. До жовтня 1989 року вона входила до рудоуправління імені Карла Лібкнехта. Розробка рудного поля (територія колишнього рудника Юлії Шмакової) ведеться з 1886 року.

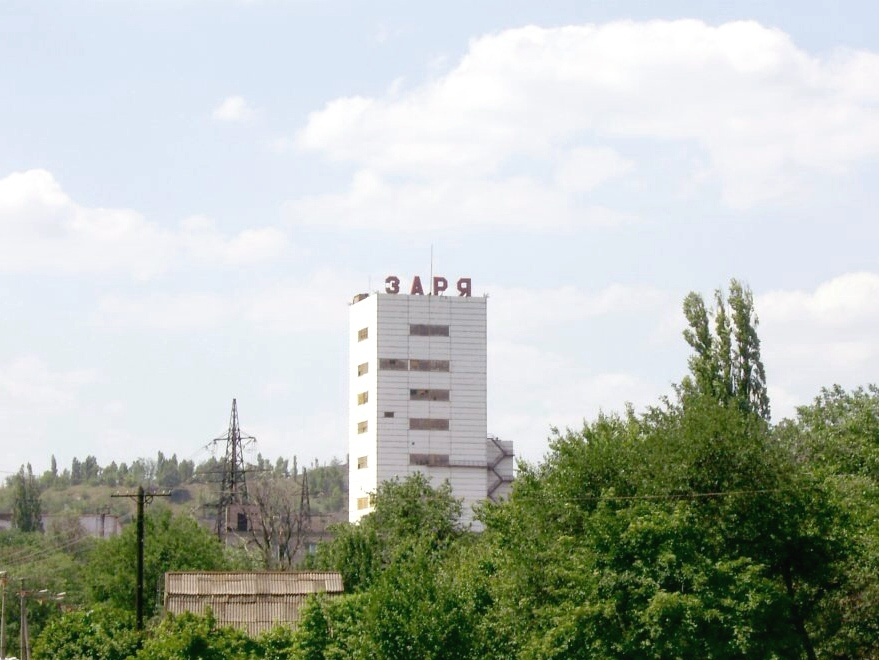
Шахта «Октябрська»

Шахту Октябрську введено в дію у 1957 році. До 1989-го вона входила до рудоуправління імені Комінтерну, до 2000 року була шахтоуправлінням «Октябрське» ВО «Кривбасруда». Видобуток залізної руди в її шахтному полі розпочався у 1892 році (рудник Ростковського). Розробка тоді велася відкритим способом. Загалом запаси руди розвідані до глибини 2015 метра і складають 218 млн. 68 тис. тонн.
Шахта імені В. І. Леніна була відкрита в 1964 році. До 1969-го вона входила до рудоуправління імені Орджонікідзе. Воно того року було перейменовано в рудоуправління імені В. І. Леніна, яке 1 жовтня 1989 року було ліквідовано. У 2011 році на шахті відбулася заміна скіпової підйомної машини, яка за показниками енергоефективності відповідає найвищим світовим стандартам.
Шахта «Гвардійська» працює з 1965-го року. Тоді вона входила до рудоуправління імені Рози Люксембург, з 1988-го по 1989 рік — до РУ імені Леніна. Навесні 2006 введено в експлуатацію перший пусковий комплекс по розтину і розробці горизонту 1270—1350 м. Вміст заліза в рудниковому масиві на робочих горизонтах 59,6 %. Проектна потужність шахти 2000 тис. тонн багатої руди.

## Структура
До структури комбінату входять чотири шахти: «Родіна», «Козацька», «Тернівська» та «Покровська». Їх роботу забезпечують шахтобудівельне управління, сервісне управління з ремонту та монтажу шахтного обладнання, управління залізничного транспорту, автобаза, ремонтно-будівельний та енергетичний цехи, центральна енерголабораторія, база матеріально-технічного постачання, гірнича інспекція з технічного контролю якості руд, центр інформаційних систем, управління соціальних підрозділів.